# Masters de 2014
El Masters de 2014 (conocido en inglés y por motivos de patrocinio como 2014 Dafabet Masters) fue un torneo de snooker, profesional y de invitación, que se celebró entre el 12 y el 19 de enero en el Alexandra Palace de la ciudad inglesa de Londres. Fue la cuadragésima edición del Masters, organizado por primera vez en 1975, y la segunda cita de la temporada 2013-14 de las tres que componen la Triple Corona, después del Campeonato del Reino Unido de 2013 y sucedida por el Campeonato Mundial de Snooker de 2014. Ronnie O'Sullivan, que se impuso (10-4) a Mark Selby en la final, se proclamó campeón del torneo por quinta vez.

## Resultados

### Cuadro del torneo
Entre paréntesis, se indica el puesto en el que accedieron al torneo los jugadores que llegaron al Alexandra Palace. Recalcado en negrita figura el ganador de cada partido:
|  | primera ronda (mejor de 11) | primera ronda (mejor de 11) |                     |   | cuartos de final (mejor de 11) | cuartos de final (mejor de 11) |  |  | semifinales (mejor de 11) | semifinales (mejor de 11) |  |  | final (mejor de 19) | final (mejor de 19) |
|  |                             |                             |                     |   |                                |                                |  |  |                           |                           |  |  |                     |                     |
|  |                             |                             |                     |   |                                |                                |  |  |                           |                           |  |  |                     |                     |
|  |                             |                             |                     |   |                                |                                |  |  |                           |                           |  |  |                     |                     |
|  | Mark Selby (1)              | 6                           |                     |   |                                |                                |  |  |                           |                           |  |  |                     |                     |
|  | Mark Selby (1)              | 6                           |                     |   |                                |                                |  |  |                           |                           |  |  |                     |                     |
|  | Mark Davis (15)             | 15                          |                     |   |                                |                                |  |  |                           |                           |  |  |                     |                     |
|  | Mark Davis (15)             | 15                          | Mark Selby (1)      | 6 |                                |                                |  |  |                           |                           |  |  |                     |                     |
|  |                             |                             | Mark Selby (1)      | 6 |                                |                                |  |  |                           |                           |  |  |                     |                     |
|  |                             | John Higgins (13)           | 5                   |   |                                |                                |  |  |                           |                           |  |  |                     |                     |
|  | Stuart Bingham (8)          | John Higgins (13)           | 5                   | 2 |                                |                                |  |  |                           |                           |  |  |                     |                     |
|  | Stuart Bingham (8)          |                             |                     | 2 |                                |                                |  |  |                           |                           |  |  |                     |                     |
|  | John Higgins (13)           | 6                           |                     |   |                                |                                |  |  |                           |                           |  |  |                     |                     |
|  | John Higgins (13)           | 6                           | Mark Selby (1)      | 6 |                                |                                |  |  |                           |                           |  |  |                     |                     |
|  |                             |                             | Mark Selby (1)      | 6 |                                |                                |  |  |                           |                           |  |  |                     |                     |
|  |                             | Shaun Murphy (9)            | 1                   |   |                                |                                |  |  |                           |                           |  |  |                     |                     |
|  | Judd Trump (5)              | Shaun Murphy (9)            | 1                   | 5 |                                |                                |  |  |                           |                           |  |  |                     |                     |
|  | Judd Trump (5)              |                             |                     | 5 |                                |                                |  |  |                           |                           |  |  |                     |                     |
|  | Marco Fu (10)               | 6                           |                     |   |                                |                                |  |  |                           |                           |  |  |                     |                     |
|  | Marco Fu (10)               | 6                           | Marco Fu (10)       | 4 |                                |                                |  |  |                           |                           |  |  |                     |                     |
|  |                             |                             | Marco Fu (10)       | 4 |                                |                                |  |  |                           |                           |  |  |                     |                     |
|  |                             | Shaun Murphy (9)            | 6                   |   |                                |                                |  |  |                           |                           |  |  |                     |                     |
|  | Ding Junhui (4)             | Shaun Murphy (9)            | 6                   | 4 |                                |                                |  |  |                           |                           |  |  |                     |                     |
|  | Ding Junhui (4)             |                             |                     | 4 |                                |                                |  |  |                           |                           |  |  |                     |                     |
|  | Shaun Murphy (9)            | 6                           |                     |   |                                |                                |  |  |                           |                           |  |  |                     |                     |
|  | Shaun Murphy (9)            | 6                           | Mark Selby (1)      | 4 |                                |                                |  |  |                           |                           |  |  |                     |                     |
|  |                             |                             | Mark Selby (1)      | 4 |                                |                                |  |  |                           |                           |  |  |                     |                     |
|  |                             | Ronnie O'Sullivan (2)       | 10                  |   |                                |                                |  |  |                           |                           |  |  |                     |                     |
|  | Neil Robertson (3)          | Ronnie O'Sullivan (2)       | 10                  | 6 |                                |                                |  |  |                           |                           |  |  |                     |                     |
|  | Neil Robertson (3)          |                             |                     | 6 |                                |                                |  |  |                           |                           |  |  |                     |                     |
|  | Mark Allen (11)             | 5                           |                     |   |                                |                                |  |  |                           |                           |  |  |                     |                     |
|  | Mark Allen (11)             | 5                           | Neil Robertson (3)  | 2 |                                |                                |  |  |                           |                           |  |  |                     |                     |
|  |                             |                             | Neil Robertson (3)  | 2 |                                |                                |  |  |                           |                           |  |  |                     |                     |
|  |                             | Stephen Maguire (6)         | 6                   |   |                                |                                |  |  |                           |                           |  |  |                     |                     |
|  | Stephen Maguire (6)         | Stephen Maguire (6)         | 6                   | 6 |                                |                                |  |  |                           |                           |  |  |                     |                     |
|  | Stephen Maguire (6)         |                             |                     | 6 |                                |                                |  |  |                           |                           |  |  |                     |                     |
|  | Joe Perry (16)              | 4                           |                     |   |                                |                                |  |  |                           |                           |  |  |                     |                     |
|  | Joe Perry (16)              | 4                           | Stephen Maguire (6) | 2 |                                |                                |  |  |                           |                           |  |  |                     |                     |
|  |                             |                             | Stephen Maguire (6) | 2 |                                |                                |  |  |                           |                           |  |  |                     |                     |
|  |                             | Ronnie O'Sullivan (2)       | 6                   |   |                                |                                |  |  |                           |                           |  |  |                     |                     |
|  | Barry Hawkins (7)           | Ronnie O'Sullivan (2)       | 6                   | 5 |                                |                                |  |  |                           |                           |  |  |                     |                     |
|  | Barry Hawkins (7)           |                             |                     | 5 |                                |                                |  |  |                           |                           |  |  |                     |                     |
|  | Ricky Walden (12)           | 6                           |                     |   |                                |                                |  |  |                           |                           |  |  |                     |                     |
|  | Ricky Walden (12)           | 6                           | Ricky Walden (12)   | 0 |                                |                                |  |  |                           |                           |  |  |                     |                     |
|  |                             |                             | Ricky Walden (12)   | 0 |                                |                                |  |  |                           |                           |  |  |                     |                     |
|  |                             | Ronnie O'Sullivan (2)       | 6                   |   |                                |                                |  |  |                           |                           |  |  |                     |                     |
|  | Ronnie O'Sullivan (2)       | Ronnie O'Sullivan (2)       | 6                   | 6 |                                |                                |  |  |                           |                           |  |  |                     |                     |
|  | Ronnie O'Sullivan (2)       |                             |                     | 6 |                                |                                |  |  |                           |                           |  |  |                     |                     |
|  | Robert Milkins (14)         | 1                           |                     |   |                                |                                |  |  |                           |                           |  |  |                     |                     |
|  | Robert Milkins (14)         | 1                           |                     |   |                                |                                |  |  |                           |                           |  |  |                     |                     |

## Centenas
Los jugadores consiguieron amasar un total de dieciséis centenas durante el torneo. La más alta, de 138, fue obra de Marco Fu. Así se distribuyeron:
- 138 — Marco Fu
- 136 — Mark Davis
- 134, 129 — Ronnie O'Sullivan
- 132, 112 — Barry Hawkins
- 120, 101 — Judd Trump
- 117 — Shaun Murphy
- 114 — Mark Allen
- 112 — Stephen Maguire
- 109 — John Higgins
- 106 — Joe Perry
- 104 — Mark Selby
- 101 — Neil Robertson
- 100 — Ricky Walden